# Протесты против прибытия Шестого флота США (Турция)
Протесты против прибытия шестого флота (тур. Altıncı Filo'yu Protesto Olayları) — события связанные с прибытием и квартированием 6-го флота США в Турции в 1960-х годах.
Прибытие 6-го флота США в Стамбул в 1967—1969 годах встретило массовое сопротивление как среди левонастроенной молодежи поколения '68, так и среди обычного населения.
Поддержка правительством США совершившего переворот военного правительства Турции, двойственная позиция по кипрскому вопросу, Вьетнамская война, поддержка Израиля и многие другие действия вызывали недовольство политикой США в регионе. Ещё до прибытия флота многие левые студенты, рассматривавшие свою страну как полуколониальную по отношению к США, начали проводить акции протеста. С прибытием флота в Турцию акции протеста стали разворачиваться ещё шире: чины американского ВМФ подвергались оскорблениям, их ограничивали в передвижении, избивали и сбрасывали в море.
Кульминацией протестов стала демонстрация 30 тысяч жителей Стамбула, 16 февраля 1969 года, которая подверглась нападению ультраправых боевиков. Это событие вошло в историю Турции как кровавое воскресенье.